# A macska kommunikációja

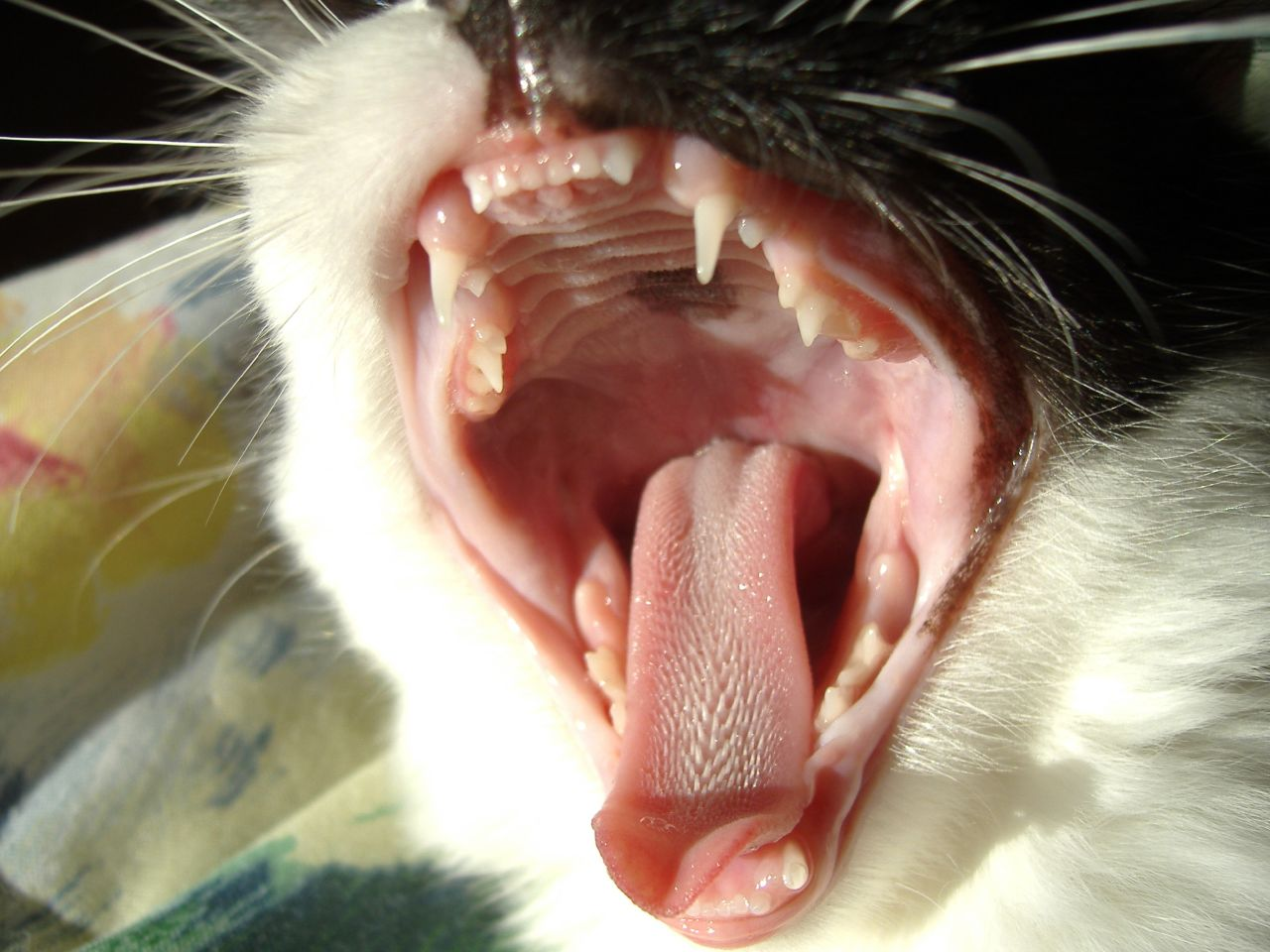
Ásító macska

A macska kommunikációja azon módszerek összessége, melyek segítségével a macska képes kapcsolatba lépni a környezetében levő emberekkel, macskákkal és más állatokkal. Bár a macskákra látszólag nem jellemző a szociális magatartás, az alapos vizsgálatok feltárták azokat a kifinomult viselkedésmódokat, melyeket a macska a természetben, hierarchikus rendbe szerveződve és házi körülmények között, az emberekkel együttélve egyaránt hasznosíthat.

## Nyávogás

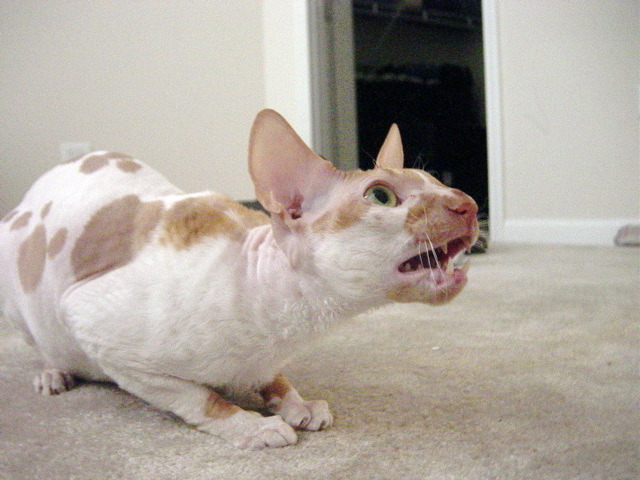
Nyávogó Cornish Rex macska

A macska által kiadott egyedi  hangot?*, magyarul a "miaú" angolul pedig a "meow" hangutánzó szóval, illetőleg ennek változataival szokás leírni a legtöbb európai nyelvben és a mandarin kínaiban is. Ennek megfelelője például a japán nyelvben a „njiú”, „njú” vagy „njin”; a koreaiban a „jiong” vagy „njiong”, az arabban pedig a „maúa” vagy „naú”. A thai és a lao nyelvben a „meioú” szó szolgál a macska megnevezésére. A dühös macska hangját James Joyce, Ulysses című regényében a „mkgneó”, „mrkgneó” és a „mrkrgneó” szavakkal írta le.
A hang különböző változatai eltérő jelentést hordoznak. Az állat más hangokat használ fájdalom jelzésére, (etetés vagy játék céljából történő) figyelemfelhívásra és üdvözlésre. Egyes példányok gyakran kommunikálnak hang útján, mások pedig ritkábban. Míg a kutyák mintegy 10 féle hangjelzést ismernek, a macska körülbelül 100-at használ (őséhez, az afrikai vadmacskához hasonlóan, melynek azonban kissé mélyebb a hangja). A kölykök hívóhangja magas, cincogásszerű, idővel azonban mélyebbé válik. Az ivartalanított macskák, különösen a hímek hangja közelebb áll a kölykökéhez, mint a felnőttekéhez. 2002-ben, a Cornell Egyetem kutatói megállapították, hogy a mélyebb és hosszabb hangok az állat türelmetlenségét fejezik ki, például amikor éhes, így követeli az ételt.

## Dorombolás
A macskák képesek doromboló hang képzésére, mely általában örömet fejez ki, néha azonban a fájdalom jelzésére is szolgálhat. A nőstények szülés közben vagy kölykeikhez visszatérve is dorombolhatnak, a kölykök pedig szoptatás közben. Egy ideig több elmélet is létezett arra vonatkozóan, hogyan történik a doromboló hang képzése, például be- és kilégzés közben a hibás hangszalagok rezgése folytán, a verőérnek csapódó vér hangja által vagy a nyelv mozgatása segítségével, esetleg közvetlenül a tüdő megrezegtetésével. Idővel azonban megállapították, hogy a hangot a gége ritmikus impulzusai hozzák létre.
A macska képes a dorombolással egyidőben nyávogni, de előfordul az is hogy lassan pislog közben, illetőleg a szemeit részben vagy egészben lehunyva pihen.
A dorombolás segítségével a macska meg is nyugtatja magát, így valószínűleg ezért dorombol abban az esetben is, ha fájdalmai vannak. Egyes kutatók feltételezése szerint a dorombolás során létrejövő rezgés (melynek frekvenciája nagyjából megegyezik az alapjáraton működő dízelmotornál tapasztalhatóval) kedvező hatást gyakorol a csontok és a szervek gyógyulására.

## Harapás
A macskák játék közben vagy dühükben haraphatnak is. Az elégedett macska játékosan harapdál, anélkül hogy sérülést vagy nagyobb fájdalmat okozna. Ez a viselkedés a ragaszkodás kifejezésére szolgál, azonban előfordul hogy félreértik és agresszivitásnak tekintik. A félreértés oka az lehet, hogy a harapdálásra gyakran hirtelen, előzetes játék nélkül is sor kerülhet, például a macska simogatása közben, amely egy nyomatékos jelzés arra vonatkozóan, hogy az állat azt szeretné, hogy hagyják békén vagy, esetleg egy kis ideig nem simogatjuk és a harapdálással azt akarja hogy folytassuk a simogatást. Bár a harapás váratlannak tűnhet, lehetnek egyéb olyan jelek amelyek megelőzik, például a farok csóválása vagy csapkodása, a bőr rángatózása, morgás, a dorombolás abbahagyása, a fül megrebbentése vagy elfordítása, valamint a testhelyzet megváltoztatása.
A macskák érzékelnek is a fogaikkal, így a harapdálás oka lehet a kíváncsiság is.

## Egyéb hangok

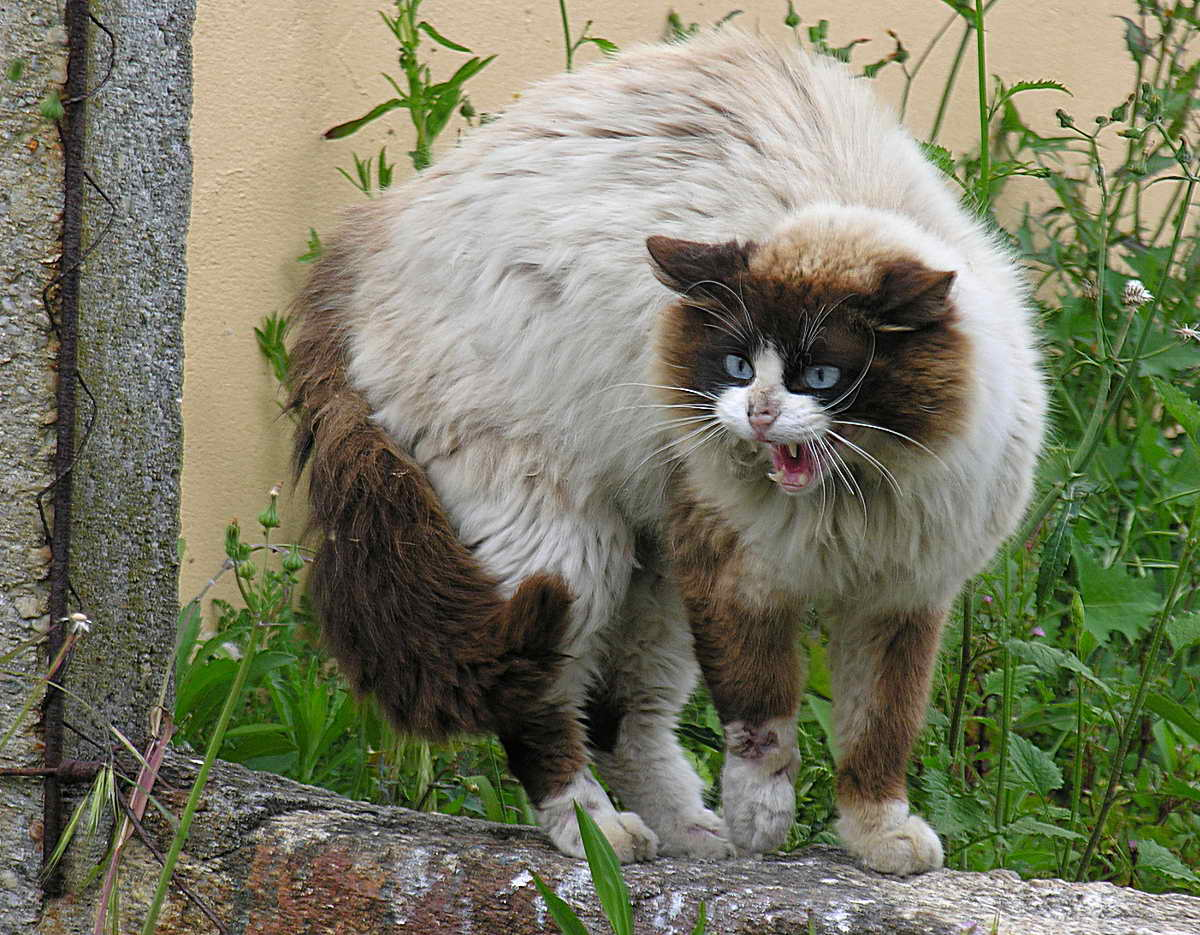
A dühös macska a hátát domborítva próbál nagyobbnak látszani és elrettentésként rá is fúj ellenfelére

A dühös vagy veszélyben levő macskák többnyire morognak vagy fújó hangot hallatnak, amely figyelmeztetés az ellenfél számára. Ha a figyelmeztetés nem elegendő, akkor rendszerint egy kevésbé komoly támadás követi, amely állhat harapásból vagy manccsal való ütésből (ez utóbbinál a karmok lehetnek behúzott vagy kieresztett állapotban). A nem megfelelően szocializálódott macskáknál ez bőrfelszíni sebeket eredményezhet, amely más hámsérülésekhez hasonlóan fertőzést, gyulladást okozhat.
A macskák csipogó, csiripelő hangokat hallathatnak a zsákmány megfigyelése közben, illetve abban az esetben, ha az iránta való érdeklődésüket szeretnék kifejezni a közelben tartózkodó ember számára. Amennyiben a jelzés az elérhetetlen zsákmánynak szól, jelenthet fenyegetést, frusztrációt vagy a madár (esetleg annak zsákmányául szolgáló állat, például egy kabóca) hangjának utánzására tett kísérletet is. Az állati viselkedéskutatók arra az álláspontra jutottak, hogy ez a magatartás egyfajta próba, a segítségével az állat gyakorolja a vadászatot. Ezt támasztja alá az a tény is, hogy a hangképzés gyakran olyan harapó mozgással társul, mely ahhoz hasonló amivel a macska végez az áldozatával, annak nyakcsigolyái közé mélyesztve szemfogait. A csiripelés egyik változata üdvözlési célt szolgál. Ezt a hangot a tigrisek is használják.
Az ember közelségében élő macskák gyakrabban használnak hangjelzéseket, mint vadon élő társaik. A vad felnőttek csak ritkán képeznek hangokat, mivel rejtőzködő életmódot folytatnak és a zaj felfedheti jelenlétüket, így inkább testbeszéd és szagok útján kommunikálnak.

## Testbeszéd

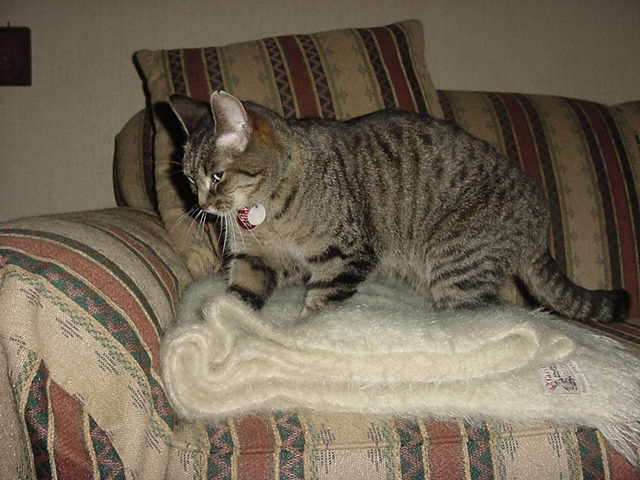
Egy makréla cirmos dagasztó mozgást végez lefekvés előtt – az előre álló bajusz, a boldogság jele

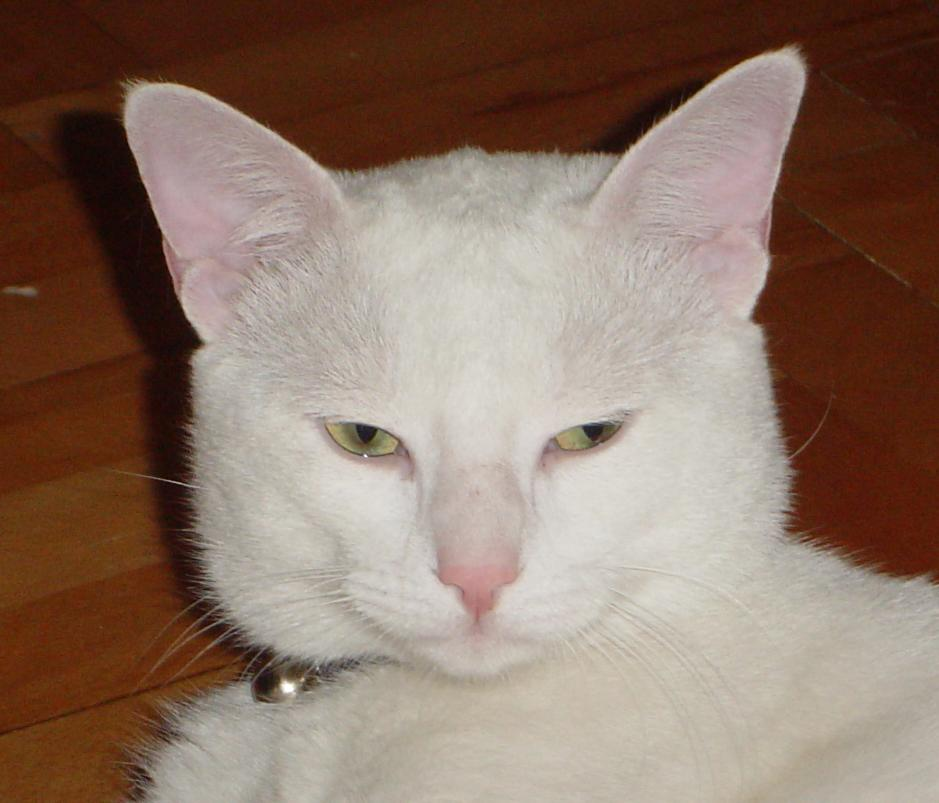
A félig lehunyt szemek nyugalomról és elégedettségről árulkodnak

Az emberek jelentős része félreérti a macskák testbeszédét (ez különösen érvényes azokra akik a kutyák jelzéseihez szoktak hozzá), ezért a macskákkal szemben gyakran alakul ki az a téves benyomás, hogy hidegszívűek, érzéketlenek vagy unintelligensek. A macskák jobb megértéséhez fontos annak figyelembe vétele, hogy érzelmeiket a testbeszéd útján többféle módon is kifejezhetik. A lelapított fülek, a fogak kivillantása vagy éppen a has hanyattfekvésben történő megmutatása könnyen értelmezhető az ember számára. Egyes jelzéseik azonban félreérthetőek.
A macska csóválja a farka végét, mikor izgatott (például vadászik) vagy feszült valamiért, a nagyobb mértékű farokmozgás az elégedetlenség jele, melyet további zavaró ingerek esetén menekülés vagy fenyegető testhelyzet felvétele és támadás követhet. A farokcsóválás játék közben is előfordulhat, mivel maga a játék egyben a vadászat vagy az önvédelem gyakorlására is szolgál. A függőlegesen felfelé álló farok a boldogság és a bizalom jele, amely leginkább akkor látható, amikor a macska egy számára ismerős embert vagy macskát üdvözöl (ezt többnyire dorombolás és esetenként csiripelő hangjelzés kíséri). A félig felemelt farok mérsékelt jókedvre utal, a leeresztett farok pedig jelezhet boldogtalanságot is. A farkatlan macskák (például a manx), melyek legfeljebb csak egy kis farokcsonkkal rendelkeznek, a csonkot ugyanúgy mozgatják, mintha a teljes farkuk meglenne, bár a kommunikációjukban ennek nem sok szerep jut.
Az ijedt vagy meglepett macska farkán és hátán felborzolódik a szőr, testét pedig valamelyest oldalra fordítja, hogy nagyobbnak és veszélyesebbnek látsszon. Ebben a testhelyzetben a hátrafelé forduló fülek fenyegetettség érzésről árulkodnak és azt jelzik, hogy az állat hamarosan menekülni vagy támadni fog.
Az undor kifejezésére a macska egy (vagy egymás után több) mancsát felemeli és megrázza. Ez általában akkor történik meg, ha vízbe lépett. Kellemetlen szag vagy íz esetén fejrázás és prüszkölés is jelezheti ugyanezt.
Az orrok összeérintése vagy egymáshoz való közelítése egy barátságos üdvözlő gesztus a macskák között, melyet gyakran követ az arcélek vagy a fejtető, esetleg a testek oldalsó részének egymáshoz dörzsölése, amely a szeretet és a ragaszkodás jele. Ez utóbbit a macska az álló illetve ülő helyzetben levő emberek esetében a lábszárhoz illetve a mellkashoz való dörgölőzéssel helyettesítheti. A lábszárához való dörgölőzés jelentheti azt is, hogy a macska enni szeretne (ezt általában nyávogással is jelzi). Mivel az állat fejének oldalsó részén illatmirigyek találhatók, ez a gesztus egyben illatcserével is jár, így terület vagy tulajdon megjelölési szerepet is betölt.
Az egymáshoz közel álló macskák néha nyelvükkel ápolják egymás bundáját, esetenként gazdájukat is nyalogatják, mellyel szintén összetartozásukat, társukkal való törődésüket nyilvánítják ki. A fogakat rejtve hagyó nyitott száj játékosságról árulkodik.

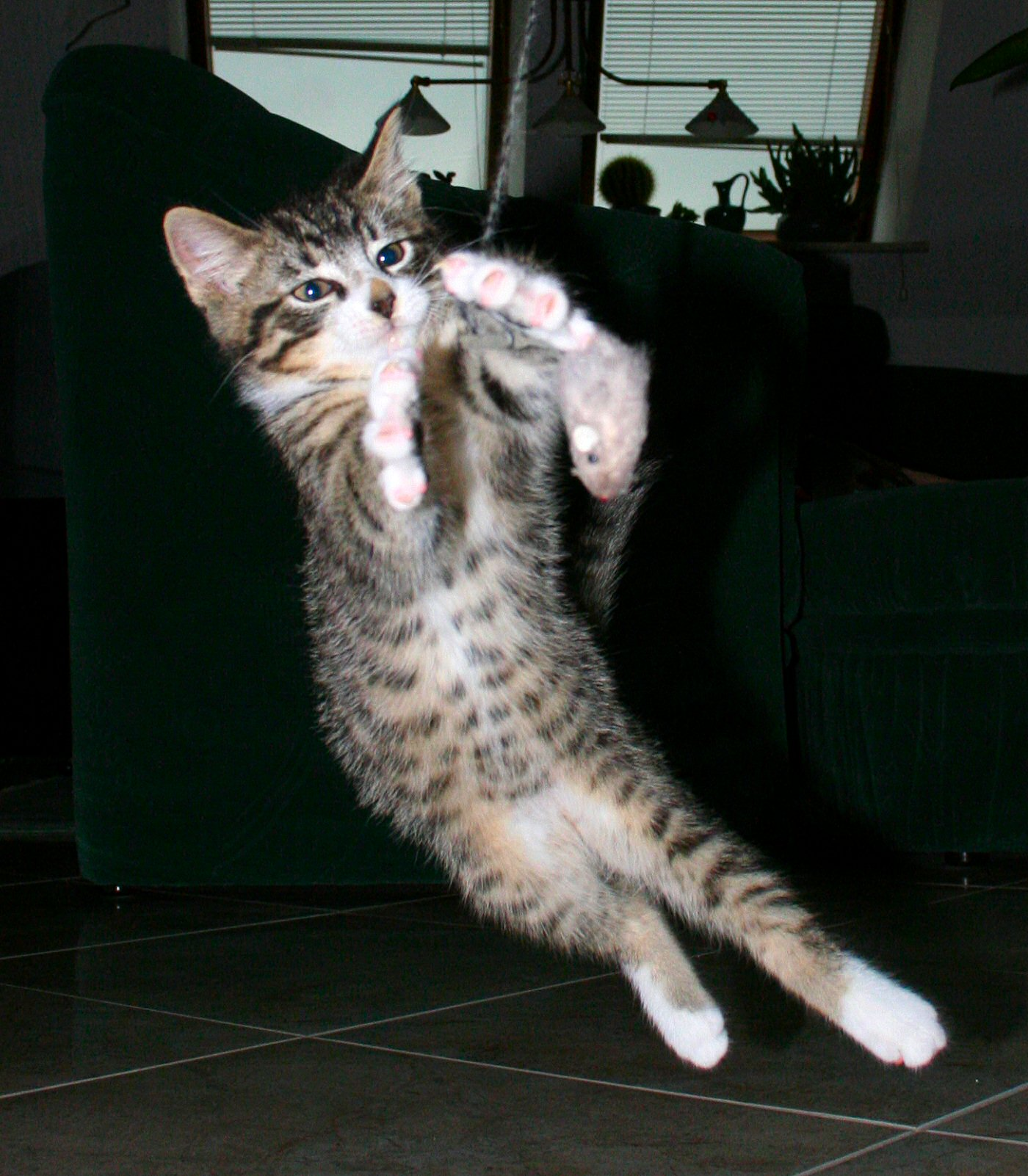
Játékos macska
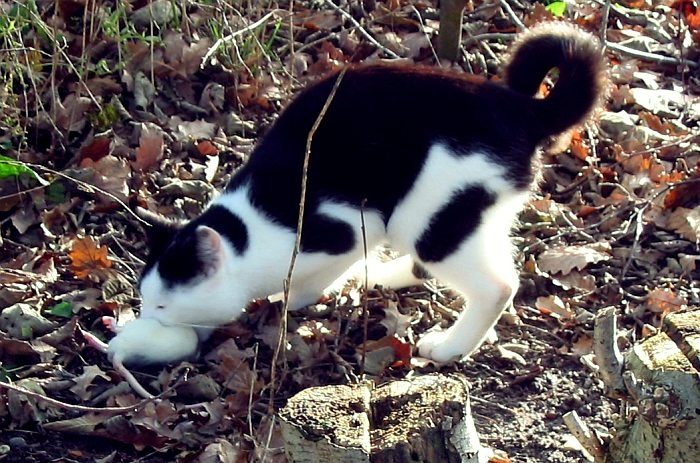
Vadászó macska
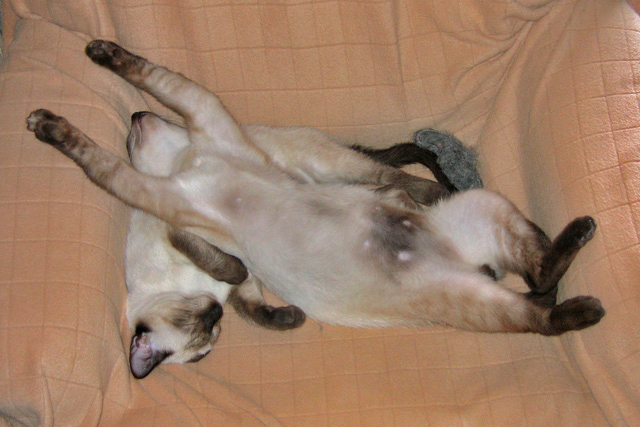
Boldog macskák
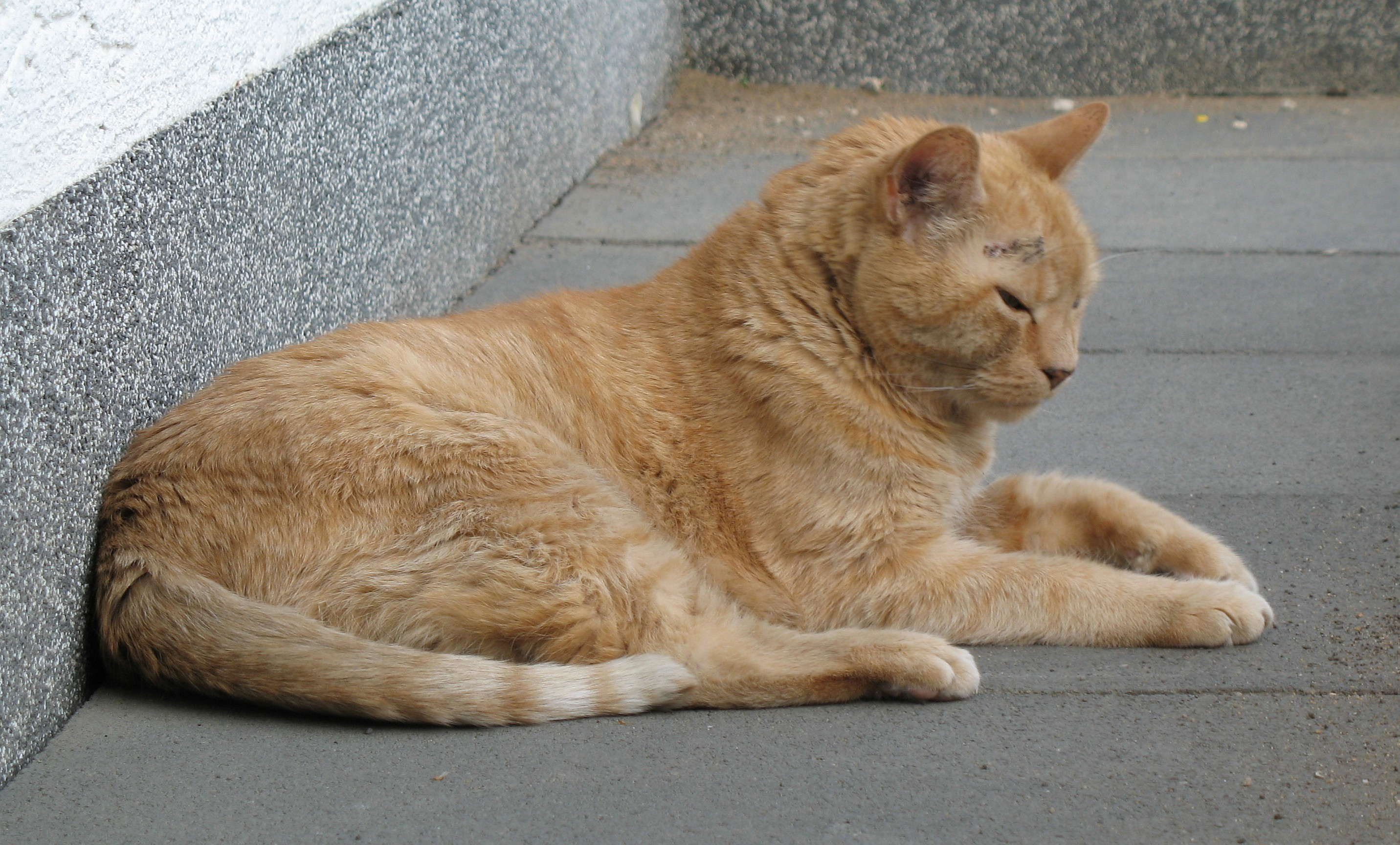
Pihenő macska

A boldog macska kedvenc alvóhelyén vagy gazdája ölében elhelyezkedve, lábaival dagasztó mozgást végez, mely során karmait folyamatosan kiereszti és behúzza. A mozgássort, amely akár tíz percig is eltarthat, rendszerint dorombolás és esetenként a gazdához való dörgölőzés kíséri. Mindez abból az ösztönös mozgásból ered, amellyel a kismacska anyja emlőit próbálja a tej kibocsátására serkenteni. Az újszülött korukban emberek által táplált példányokból néha hiányzik ez a reflex. Mivel a talpak is tartalmaznak illatmirigyeket, a vizeletfröcskölés mellett az állat ezeket is használhatja a területe megjelölésére.
A mellét és hasát felfedve fekvő macska elégedett és jókedvű, bár ebből a pózból például zaj vagy hirtelen mozgás észlelésekor könnyedén át is fordulhat a hátára vagy az oldalára úgy, hogy karmaival védeni tudja magát. Ha a macska az oldalára dől és fekve marad, az behódolást is jelezhet – ami rendszerint harc vagy játék közben fordulhat elő. Ez a testhelyzet egyben annak kinyilvánítása is, hogy az állat nem igényel további figyelmet. A behódolást álló helyzetben a leeresztett fej is jelezheti, ahogyan az a kutyáknál is megfigyelhető.
A pislogás a bizalom vagy a vonzalom kifejezésére szolgálhat. A macskák ezzel viszonozzák ha a gazdájuk rájuk szegezi, majd behunyja és kinyitja a szemeit. Ez a gesztus egyben az intelligencia megnyilvánulásaként is felfogható; ugyanis azt bizonyítja, hogy a macska képes egy idegen faj testrészét beazonosítani és saját anatómiájának megfeleltetni.

## Jelölés
A hímivarú macskák, a kandúrok átható szagú vizeletükkel jelölik ki felségterületüket. Ez arra is szolgál, hogy a rivális kandúrokat megpróbálják távoltartani. A jelölő vizelést a cica állva vagy guggolva is végezheti, a vizelet mennyisége változó. Ez az ösztönös viselkedés a lakásban tartott kandúrokra ugyanúgy jellemző lehet, mint a szabadba kijáró társaiknál. A jelölő vizelést rendszeresen megismétlik a cicák, ezáltal megerősítve azt.

### Magyar nyelven
- Macska klub
- A macskák kommunikációja
- A dorombolásról. [2007. szeptember 30-i dátummal az eredetiből archiválva]. (Hozzáférés: 2007. február 20.)
- Testbeszéd. [2007. szeptember 30-i dátummal az eredetiből archiválva]. (Hozzáférés: 2007. február 20.)
- Testbeszéd 2. [2007. szeptember 30-i dátummal az eredetiből archiválva]. (Hozzáférés: 2007. február 20.)
- Testbeszéd cikkgyűjtemény

### Angol nyelven
- Reading Your Cat’s Body Language. (Hozzáférés: 2007. február 14.)
- Animal Planet Cat guide – Behavior – Body language. (Hozzáférés: 2007. február 14.)
- Cat Communication. (Hozzáférés: 2007. február 14.)